# Radar (single)
Radar wordt de vierde single in het album Circus van Britney Spears. Op 7 mei 2009 werd dit gegeven op Spears' officiële website aangekondigd.

Aanvankelijk zou Radar de vierde single van Spears' vorige album Blackout worden, maar werd door Jive Records afgeblazen omdat Spears bezig was met haar zesde studioalbum Circus. Radar werd een bonustrack op Spears' 6e studioalbum Circus. Spears was contractueel verplicht was om Radar ook uit te brengen als single.